# Milionia isodoxa
Milionia isodoxa là một loài bướm đêm trong họ Geometridae.